# Fabio Lozano Torrijos
Fabio Lozano Torrijos (Santa Ana, 20 de enero de 1865-1947) fue un abogado, político, militar, diplomático, empresario, escritor y cronista colombiano.
Fue miembro del Partido Liberal Colombiano. Líder de su partido en Tolima, y diplomático al servicio de varios gobiernos colombianos, siendo el más relevante su embajada en Perú, donde fue uno de los firmantes del Tratado Salomón-Lozano (1922). Su descendencia se destacó en la política como parte del liberalismo colombiano.

## Biografía
Fabio Lozano Torrijos nació en Santa Ana, Estado Soberano del Tolima, el 20 de enero de 1865, en el seno de una familia de clase media de la región. Vivió sus primeros años en Piedras.
En 1881 se graduó como bachiller del colegio de San Simón, cuando su rector era el afamado escritor Jorge Isaacs. Graduado se vinculó al Partido Liberal Colombiano, para el cual luchó en las guerras civiles de finales del siglo XIX. Lozano fue por años jefe de la dirección departamental del liberalismo en Tolima.
En 1911, cuando ya contaba con casi cincuenta años, ocupó su primer cargo público como representante a la cámara por Tolima, y en 1913 fue elegido diputado por el mismo departamento. Se hizo socio y amigo del veterano de guerra e influyente caudillo liberal Rafael Uribe Uribe, y llegó a ser parte de la dirección nacional del liberalismo.

### Embajador (1920-1934)

#### Embajador en México (1920-?)
Fue nombrado por el gobierno de Marco Fidel Suárez embajador en México, en donde se había presentado recientemente la revolución, y cuyos ideales estaban cercanos a los del liberalismo colombiano, con lo cual su nombramiento respondió quizá a una estrategia de maniobrabilidad del presidente, puesto que Suárez era un brillante y destacado diplomático de vieja data. Esto muy a pesar de la doctrina respice pollum o de mirar hacia el norte.

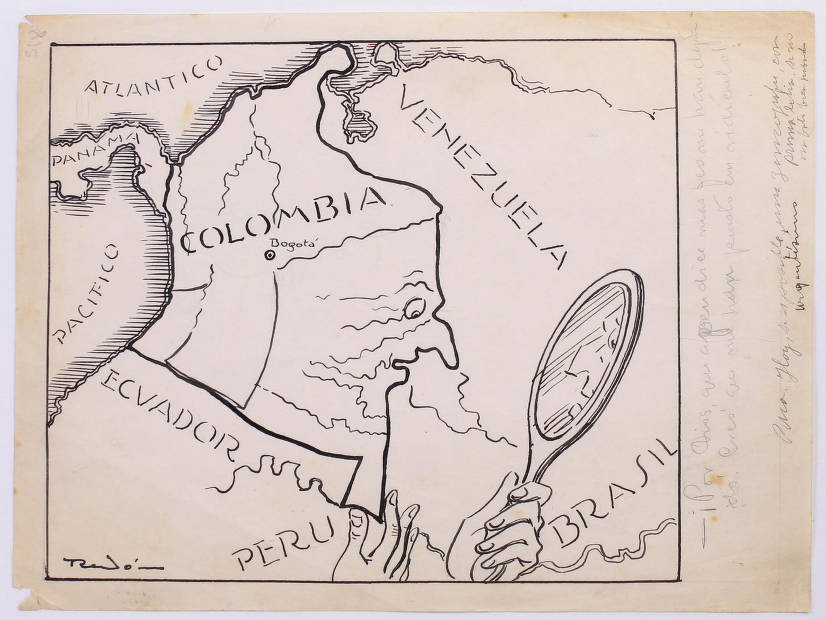
Caricatura de Ricardo Rendón, luego de la anexión del Trapecio Amazónico a Colomboa, años 20.

#### Embajador en Perú (1920)
En 1920, Suárez envió a Lozano a Perú como embajador en ese país. Su mayor logro fue el tratado limítrofe Lozano-Salomón, firmado el 24 de marzo de 1922, que sólo pudo entrar en vigor hasta 1929. Dicho tratado fue beneficioso para Colombia, pero perjudicial para Perú, ya que Colombia se anexionó el Trapecio Amazónico, con el beneplático de Estados Unidos, quienes buscaban compensar a Colombia por la pérdida de Panamá.
A pesar del cambio de gobierno en Colombia (Suárez renunció a la presidencia en 1921 y le sucedió el designador Jorge Holguín), Lozano fue autorizado por los cancilleres Enrique Olaya Herrera y Antonio José Uribe para continuar con las negociaciones en Perú, por eso fue posible la firma del tratado en 1922.

#### Ministro plenipotenciario en Estados Unidos (1931-1934)

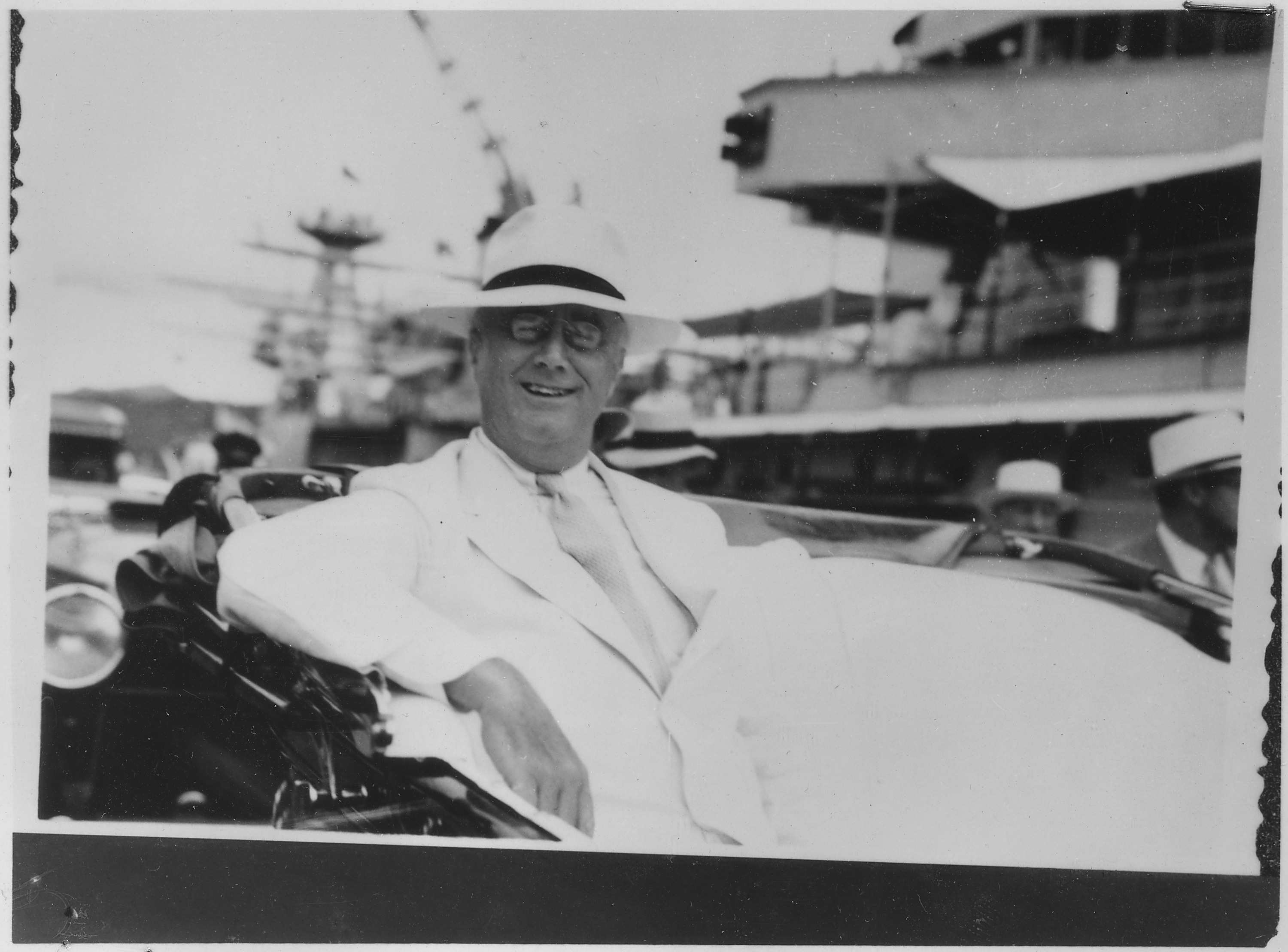
Roosevelt de visita en Panamá camino a Cartagena, de donde luego salió de vacaciones a Hawái, 11 de julio de 1934.

El 30 de mayo de 1931, un año después de la caída de los conservadores, Lozano fue nombrado ministro plenipotenciario ante Estados Unidos por el gobierno de Enrique Olaya Herreraquien había ejercido el cargo personalmente entre 1922 y 1930, antes de regresar a Colombia para postular la candidatura que lo llevaría a ganar la presidencia de Colombia. Lozano fue Ministro de Obras Públicas del gobierno de Olaya entre agosto y diciembre de 1930. La legación en ese país sólo sería elevada a embajada hasta 1938. 
La labor de Lozano en la legación era conservar los lazos de cordialidad entre su gobierno y el estadounidense, relaciones cultivadas por el exembajador y ahora presidente Olaya. Su cordialidad llevó a que la oposición considerara al gobierno demasiado condescendiente con los estadounidenses, en especial cuando se supo que Olaya buscaba proteger los intereses petrolíferos de Estados Unidos en Colombia.
Días antes de regresar a Colombia definitivamente, Lozano gestionó la visita del presidente estadounidense Franklin Delano Roosevelt a Colombia, quien llegó a Cartagena el 10 de julio de 1934, siendo el primer presidente de Estados Unidos en visitar el país.

## Legado y homenajes
Por medio de la ley 65 de 1947, el gobierno de Mariano Ospina Pérez declaró el luto nacional por el fallecimiento de Lozano. Entre las medidas que se tomaron se encontrabanː la erección de un monumento en su honor en su natal Falan, la edición y publicación de sus obras y la ubicación de un retrato suyo en la gobernación del Tolima.
Sus restos fueron depositados, por orden del congreso colombiano en un mausoleo en el Cementerio Central de Bogotá, y los homenajes fueron encabezados por sus hijos, entre quienes estaban el ministro de guerra del gobierno de Mariano Ospina, Fabio Lozano Lozano.

## Familia
Lozano es patriarca de una de las familias más influyentes del departamento del Tolima y del liberalismo en esta región. Lozano era hijo de Juan de Dios Lozano y Molano (nacido en Buga, como su padre y su abuelo), y de María Teresa Torrijos y González.

### Matrimonio y descendencia
Casado con Ester Lozano y Alfaro, parienta suya, Fabio tuvo a sus tres hijosː Fabio, Juan y Carlos Lozano y Lozano; todos tres políticos de renombre del Partido Liberal. Fabio fue ministro de Guerra de Ospina Pérez entre 1947 y marzo de 1948; Juan, lo fue de Educación para Eduardo Santos; y Carlos, fue designado a la presidencia en 1942, y varias veces ministro de varias carteras.
Su hijo mayor, Fabio, se casó con la italiana Elena Simonelli Ratti, con quien tuvo a sus cuatro hijosː Fabio, Ester, Alberto y Beatriz Lozano Simonelli. Fabio destacó como educador y Alberto, como abogado y político de prestigio en el Tolima.
Su segundo hijo, Juan, se casó con la Luisa Provenzano, de quien nació su hijo, el político y exministro Juan Lozano Provenzano, de quien también desciende el político y periodista Juan Lozano Ramírez, hijo de Lozano Provenzano. 
Su tercer hijo, Carlos, se casó con Isabel Ortiz Márquez, con quien tuvo dos hijos.

## Obras
- La guerra en el Tolima, 1899-1903 (1904).
- Asuntos personales y políticos. Imprenta de El Nuevo Tiempo, 1909 - 141 p.
- Memorias y Documentos de la Guerra de los Mil Días: Centenario de Murillo Toro (1916).
- Con los agricultores de Colombia. Minerva, 1927 - 235 p.
- Memorandum Prepared. 1932 - 20 p.
- La industria algodonera. Algodonera Colombiana, 1933 - 29 p.
- La opinión internacional y el conflicto de Leticia: conceptos de los más altos internacionalistas de Europa y América sobre la situación creada por la captura de Leticia, puerto colombiano sobre el río Amazonas, por un grupo de peruanos. Legacion de Colombia, 1933 - 131 p.
- El Tratado Lozano-Salomón. Editorial "Cvltvra", 1934 - 612 p.
- La real cédula de 1802. (Del libro "El Tratado Lozano-Salomón"). Volumen 3 de Límites entre el Ecuador y el Perú. Impr. Nacional, 1936.